# Премия Правительства Москвы имени Корнея Чуковского в области детской литературы
Премия Правительства Москвы имени Корнея Чуковского в области детской литературы — литературная премия, учреждённая для награждения современных писателей, пишущих на русском языке для детей до 12 лет, в том числе принимаются переводы произведений с любых языков. Премия носит имя выдающегося российского детского писателя Корнея Ивановича Чуковского.
Конкурс на соискание премии проводиться при поддержке Правительства Москвы и Центральной городской детской библиотеки им. А. П. Гайдара.

## История премии
В 2007 году была учреждена Премия имени Корнея Чуковского, вручавшаяся в рамках Фестиваля детской литературы имени Корнея Чуковского. Премия вручала в четырех номинациях: «За выдающиеся творческие достижения в отечественной детской поэзии»; «За развитие новаторских традиций Корнея Чуковского в современной отечественной детской литературе;  «За плодотворную деятельность, стимулирующую интерес детей к чтению, к отечественной детской литературе»; «Премия детского жюри «Золотой крокодил» и специальный приз «Золотой крокодил» (вручается Детским жюри премии в знак признания любимого автора). В 2017 году премия прекратила сове существование. Новая премия, учрежденная Правительством Москвы, является продолжателем уже заложенных традиций, в то же время призвана называть новые имена и новые книги.
Премия создана в 2020 году Правительством Москвы. В конкурсе представлены семь номинаций:
- «Лучшее произведение в прозе для детей в возрасте до семи лет»,
- «Лучшее произведение в прозе для детей в возрасте от восьми до 12 лет»,
- «Лучший поэтический сборник для детей в возрасте до семи лет»,
- «Лучший поэтический сборник для детей в возрасте от восьми до 12 лет»,
- «Лучший перевод на русский язык произведения для детей в возрасте до семи лет»,
- «Лучший перевод на русский язык произведения для детей в возрасте от восьми до 12 лет»
- «Лучшее произведение для детей по мнению читателей».

Премиальный сезон 2022 года продлен на один год. Итоги сезонов 2022—2023 подводились одновременно, премия вручена на основании распоряжения Департамента культуры города Москвы.
В сезоне 2024 года на соискание премии поступило боле 600 заявок из 108 городов России. В голосовании в в номинации «Лучшее произведение для детей по мнению читателей» на портале «Активный гражданин» приняли участие более 490 тысяч пользователей.

## Цели и задачи
Конкурс проводиться с целью поддержки современных детских писателей, повышения интереса к чтению у детей и подростков и популяризации детской литературы. Победители награждаются денежной премией и дипломом о присуждении премии.

## Жюри премии
Жюри конкурса — коллегиальный орган, создаваемый организатором конкурса. Премия в номинации «Лучшее произведение для детей по мнению читателей» присуждаться по итогам голосования на портале «Активный гражданин».
В 2020 году в жюри входили:
- Андрей Усачев — российский детский прозаик, поэт.
- Дмитрий Чуковский — журналист и правнук Корнея Чуковского.
- Павел Крючков — литературный критик, известный «чуковед»[10], заведующий отделом поэзии журнала «Новый мир».
- Наталья Савушкина — литературовед, детский писатель, литературный критик и член Союза писателей.

В 2021 году в жюри входили:
- Андрей Усачев — председатель жюри.
- Дмитрий Чуковский — сопредседатель.
- Мария Веденяпина — директор Российской государственной детской библиотеки.
- Анастасия Орлова — современный детский прозаик, поэт и лауреат премии имени Корнея Чуковского 2020 года.
- Сергей Махотин — поэт и прозаик.
- Марина Бородицкая — переводчик.
- Григорий Кружков — переводчик.

В 2022 году председателем жюри, как и в предыдущие годы, стал детский писатель Андрей Усачев, сопредседателем — идейный вдохновитель премии Дмитрий Чуковский.
В 2024 году в состав жюри вошли лауреаты и победители конкурсов и премий, детские писатели, поэты и переводчики, а также представители экспертного профессионального сообщества библиотек Москвы. Председатель жюри — Крюкова Тамара Шамильевна, писатель, автор книг для детей и юношества; сопредседатель — Ларина Ольга Вячеславовна, директор центральной городской детской библиотеки имени А. П. Гайдара.

## Лауреаты

### 2020 год[15]
- Лучшее произведение в прозе для детей в возрасте до 7 лет — Марина Аромштам. Первое путешествие маленького чемоданчика : сказка. — Москва: Время, 2019. — 125 с. — (Время – детство!).
- Лучшее произведение в прозе для детей в возрасте от 8 до 12 лет — Ася Кравченко. Лучше лети! Проект № 19 : повесть. — Москва: Самокат, 2020. — 140 с. — (Лучшая новая книжка).
- Лучший поэтический сборник для детей в возрасте до 7 лет — Анастасия Орлова. В голове цветные мысли : стихи. — Москва: Время, 2020. — 91 с. — (Время – детство!).,
- Лучший поэтический сборник для детей в возрасте от 8 до 12 лет — Алексей Зайцев. Физика Тузика : поэтический сборник. — Москва: Самокат, 2020. — 76 с. — (Поэтическая серия).
- Лучший перевод на русский язык произведения для детей в возрасте до 7 лет — Ольга Дробот за перевод книги — Бьёрн Рёрвик. Акулиска Враг Редиски и другие истории о Лисе и Поросёнке. — Москва: Самокат, 2021. — 91 с. — (Другие истории о Лисе и Поросёнке).
- Лучший перевод на русский язык произведения для детей в возрасте от 8 до 12 лет — Наталья Калошина, Евгения Канищева за перевод книги — Сэм Коупленд. Чарли превращается в курицу. — Москва: РОСМЭН, 2019. — 240 с. — (Удивительные превращения Чарли).
- Лучшее произведение для детей по мнению читателей — Евгения Басова. Наша Земля – дышит : короткие рассказы о Севере. — Москва/Санкт-Петербург: Август/Детское время, 2020. — 110 с.

### 2021 год[16]
- Лучшее произведение в прозе для детей в возрасте до 7 лет — Ксения Горбунова. Кто ты, Няня Ву?. — Москва: Пять четвертей, 2021. — 271 с. — (Понарошку).
- Лучшее произведение в прозе для детей в возрасте от 8 до 12 лет — Анна Игнатова. Принцесса Торнада. — Москва: Пять четвертей, 2020. — 319 с. — (Понарошку).
- Лучший поэтический сборник для детей в возрасте до 7 лет — Наталья Карпова. В книжке дождики живут. — Москва: Энас-книга, 2020. — 31 с. — (Весёлые книжки для малыша и малышки).,
- Лучший поэтический сборник для детей в возрасте от 8 до 12 лет — Юлия Симбирская. Ехал дождь в командировку : сборник стихотворений. — Москва: Лабиринт Пресс, 2020. — 44 с. — (Картинки и разговоры).
- Лучший перевод на русский язык произведения для детей в возрасте до 7 лет — Ксения Тименчик за перевод книги — Милош Мацоурек. Обезьянка Янка: рассказы. — Москва: Мелик-Пашаев, 2021. — 107 с.
- Лучший перевод на русский язык произведения для детей в возрасте от 8 до 12 лет — Елена Леенсон за перевод книги — Эрих Кестнер. Мальчик и девочка из спичечной коробки. — Москва: КомпасГид, 2021. — 182 с.
- Лучшее произведение для детей по мнению читателей — Дмитрий Сиротин. Вишнёвый пирог : сборник стихов. — Москва: Октопус, 2021. — 47 с. — (Радуга-Дуга).

### 2022—2023 год[17]
- Лучшее произведение в прозе для детей в возрасте до 7 лет — Галина Соболева. Писатель Ёжиков и другие. — Липецк: Липецк-Плюс, 2022. — 64 с.
- Лучшее произведение в прозе для детей в возрасте от 8 до 12 лет — Александр Киселёв. Жили-плыли пираты. Диктант с продолжением : повести. — Москва: НИГМА, 2022. — 156 с. — (Всякое такое).
- Лучший поэтический сборник для детей в возрасте до 7 лет — Галина Дядина. Я — Волшебник : стихи для детей. — Магадан: Охотник, 2021. — 63 с.,
- Лучший поэтический сборник для детей в возрасте от 8 до 12 лет — Юлия Симбирская. Летающие зонтики : стихи. — Москва: РОСМЭН, 2021. — 47 с.
- Лучший перевод на русский язык произведения для детей в возрасте до 7 лет — Ольга Боченкова за перевод книги — Ванна Розенберг. О чём поёт морской лев?. — Москва: Манн, Иванов и Фербер : МИФ. Детство, 2021. — 96 с.
- Лучший перевод на русский язык произведения для детей в возрасте от 8 до 12 лет — Мария Сухотина за перевод книги — Ривка Голчен. Тайна Страны Невозможностей. — Москва: Манн, Иванов и Фербер : МИФ. Детство, 2021. — 255 с. — (Граница детства).
- Лучшее произведение для детей по мнению читателей — Галина Дядина. Стихи обо всём на свете. — Москва: АСТ : Малыш, 2021. — 143 с. — (Малышам обо всём).

### 2024 год[6]
- Лучшее произведение в прозе для детей в возрасте до 7 лет — Партина Валентина Евгеньевна. Пять плюс тринадцать. — Стрекоза, 2023.
- Лучшее произведение в прозе для детей в возрасте от 8 до 12 лет — Серова Ольга Николаевна. Тринадцать объявлений Левы Лучика. — 2024. — 208 с.
- Лучший поэтический сборник для детей в возрасте до 7 лет — Лютикова Анастасия Александровна. Стихи-веснушки. — Октопус, 2024. — 48 с. — (Радуга-дуга).
- Лучший поэтический сборник для детей в возрасте от 8 до 12 лет — Шевчук Игорь Михайлович. Ума не занимать. — Детская и юношеская книга, 2023. — 80 с. — (Читаем в школе и дома).
- Лучший перевод на русский язык произведения для детей в возрасте до 7 лет — Римицан Наталья Алексеевна за перевод книги — Штэдинг Сабина. Игрушки в бегах: приключения потеряшек. — Питер, 2024. — 112 с. — (Вы и ваш ребенок).
- Лучший перевод на русский язык произведения для детей в возрасте от 8 до 12 лет — Богатыренко Елена Даниловна за перевод книги — Брюн-Арно Микаэль. Записки из Зеленого Бора. Таинственные дневники лиса Корнелия. — Редакция Вилли Винки, 2024. — 304 с. — (Любимые истории для детей).
- Лучшее произведение для детей по мнению читателей — Кашура Алена. Доброе слово и горошку приятно. — Мозаика-Синтез, 2024. — 50 с. — (Книжный клуб. Сам почитаю!).